# Летни олимпийски игри 1944
Тринадесетите летни олимпийски игри е трябвало да се проведат в Лондон, Англия, но събитието така и не започва поради избухването на Втората световна война. Другите градове кандидатирали се за домакинство са Рим, Детройт, Лозана, Атина, Будапеща, Хелзинки и Монреал.
Следващите олимпийски игри са в Лондон през 1948.